# Joseph Cooper
Joseph Cooper (* 27. Dezember 1985 in Wellington) ist ein neuseeländischer Straßenradrennfahrer.
Joseph Cooper wurde 2006 neuseeländischer Meister im Straßenrennen der U23-Klasse und im Einzelzeitfahren belegte er den zweiten Platz. Im Jahr darauf gewann er bei den Ozeanienmeisterschaften die Silbermedaille im Zeitfahren hinter Gordon McCauley. 2013 wurde er neuseeländischer Meister im Einzelzeitfahren sowie 2014 Ozeanienmeister in dieser Disziplin. 2013 siegte er im Etappenrennen Tour of Perth. 2015 sowie 2017 errang er den nationalen Titel im Straßenrennen, 2017 gewann er zudem das New Zealand Cycle Classic.

## Erfolge
2006
- Neuseeländischer Meister – Straßenrennen (U23)

2007
- Ozeanienmeisterschaft – Einzelzeitfahren

2012
- Bergwertung New Zealand Cycle Classic

2013
- Neuseeländischer Meister – Einzelzeitfahren
- Gesamtwertung Tour of Perth
- eine Etappe New Zealand Cycle Classic (EZF)

2014
- Ozeanienmeister – Einzelzeitfahren

2015
- Neuseeländischer Meister – Straßenrennen
- Prolog New Zealand Cycle Classic

2016
- Ozeanienmeisterschaft – Einzelzeitfahren
- Neuseeländische Meisterschaft – Einzelzeitfahren

2017
- Neuseeländischer Meister – Straßenrennen
- Gesamtwertung New Zealand Cycle Classic
- zwei Etappen Tour of China I
- eine Etappe Tour of Hainan

2018
- Bergwertung Rhône-Alpes Isère Tour
- eine Etappe Tour de Korea

## Teams
- 2007 Discovery Channel-Marco Polo (ab 10. Juni)
- 2009 Subway-Avanti
- 2010 Subway-Avanti
- 2013 Huon Salmon-Genesys Wealth Advisers
- 2014 Avanti Racing Team
- 2015 Avanti Racing Team
- 2016 Avanti Isowhey Sport
- 2017 Isowhey Sports Swisswellness
- 2018 Bennelong Swisswellness